# Nowa Wioska (Racibórz)
Pour les articles homonymes, voir Nowa Wioska.
Nowa Wioska est une localité polonaise de la gmina de Krzyżanowice, située dans le powiat de Racibórz en voïvodie de Silésie.